# Alonso de Fonseca el Vell
Alonso de Fonseca y Ulloa, dit el Vell (Toro, ca. 1415-Coca, 1473) va ser un religiós castellà. Protegit del príncep d'Astúries i després rei Enric IV de Castella, ocupà diversos càrrecs polítics i eclesiàstics al llarg de la seva vida. Va ser capellà major, bisbe d'Àvila (1445-1454) i arquebisbe de Sevilla (1454-1465 i 1469-1473). Participant de grans intrigues a la cort, probablement l'eclesiàstic que va tenir més influència sobre el monarca castellà, al final de la seva vida va jugar a dues bandes durant la Guerra de Successió de Castella, posant-se del costat del pretendent Alfons de Castella, per després tornar a l'obediència d'Enric IV.

## Joventut
Nascut a la vila de Toro vers 1415, fill de Alonso de Ulloa i de Beatriz de Fonseca. Destinat des de la seva infància a la carrera eclesiàstica, pel seu testament se sap que va rebre una bona educació intel·lectual. En els inicis de la seva carrera va ser patrocinat pel seu oncle, el cardenal de Santangelo Pedro de Fonseca. Les primeres dignitats que ocupà foren la d'ardiaca de Salves, a Santiago, i la d'abat de l'església col·legial de Valladolid.

## Protegit d'Enric IV
Va entrar al servei del príncep d'Astúries a principis de la dècada del 1440, Enric, com a capella major, un fet que li va reportar beneficis, amb la seva elecció al bisbat d'Àvila el 1445, en traslladar-se Lope de Barrientos al bisbat de Conca.
Quan Fonseca és escollit bisbe, se'l descriu com un «ombre de mediana estatura, bien proporcionado en las facciones de su rosto e en la composiçión de sus miembros», a més, era una persona extremadament culta i virtuosa, i propietari d'una gran biblioteca. Durant la seva estada a Àvila va donar 40.000 morabatins a la construcció de la catedral d'Àvila. El 1453 acompanyà a Burgos a Joan II de Castella, on el rei manà empresonar al privat Álvaro de Luna y Jarana. Sembla que Fonseca havia donat opinió respecte al cas de Luna, i aquest, quan va veure al bisbe des del carrer, el va maleir: «Por esta cruz [que sostenia a la mà], D. Obispillo, que me la habeis de pagar». Tanmateix, Luna fou executat abans de poder tenir venjança, i Joan II, agraït pels serveis de Fonseca, va proposar al papa que el nomenés arquebisbe de Sevilla (1454).
A la mort de Joan II, com a protegir i home de confiança del nou monarca, Enric IV, la carrera de Fonseca comença a destacar més, de fet, en iniciar el regnat, el rei es trasllada a Andalusia per iniciar la lluita contra els musulmans del regne de Granada, i és casat per Fonseca amb la seva segona esposa Joana de Portugal. No obstant això, sembla que l'aleshores arquebisbe va estar a punt de perdre el favor del rei, per raons desconegudes, però que finalment conservà, podent prendre possessió de l'arquebisbat sense problemes.

## Intercanvi de seus episcopals
Quan va vacar l'arquebisbat de Santiago de Compostel·la, Fonseca intrigà a la cort i demanà al rei que fos nomenat pel càrrec el seu nebot Alonso de Fonseca, que aleshores era degà de Sevilla. No obstant això, al regne de Galícia s'estaven produint diversos aldarulls de la mà del comte de Trastàmara. Fonseca va idear llavors un troc de seus episcopals, que no va comptar amb cap mena d'oposició, i donar la sevillana al seu nebot. Es desconeixen quins eren els motius últims de l'arquebisbe, però és possible que fos pel prestigi i els recursos de la seu compostel·lana, que repercutirien en un ascens social i econòmic de la família, però també és possible que pensés que el seu nebot no estigués preparat per enfrontar-se amb una seu tan conflictiva. Fos com fos, es va produir l'intercanvi el 1465, però en veure's ell mateix incapaç d'ocupar la seu gallega, va fugir a la seva vila de Coca, des d'on va contactar amb Alonso perquè tornessin a intercanviar els seus càrrecs. Recentment arribat des d'Itàlia consagrat arquebisbe, Alonso es va negar a tornar-li la seu sevillana, i fugí a Salamanca en direcció a Sevilla, on comptava amb el suport de molts partidaris i de popularitat entre la població.
Fonseca no es rendí en recuperar la mitra de Sevilla, però pel seu paper en aquest assumpte va perdre el favor del rei i dels seus col·laboradors i, com a últim recurs va contactar amb el papa Pius II i els seus ministres, de qui va aconseguir l'expedició secreta de butlles que revocaven el nomenament del seu nebot com a arquebisbe de Sevilla. Tanmateix, a la mateixa Sevilla hi va haver molts aldarulls i el rei, finalment, va decidir intervenir, ordenant a Alonso el Jove a prendre possessió de l'arquebisbat de Santiago, que originalment li pertocava, i retornant a Alonso el Vell el de Sevilla. Malgrat haver recuperat la seva posició episcopal, Fonseca no va anar a Sevilla ni hi tornaria, sinó que va seguir a Enric IV i va romandre a la cort, i freqüentment visitaria les seves possessions personals de Coca i Alaejos.

## Actuació a la guerra civil
En ple conflicte successori a Castella, durant la guerra civil, tot i haver-se reconciliat anteriorment amb Enric IV, Fonseca va seguir intrigant i va tenir contactes amb el pretendent al tron, Alfons, a qui visità el 1466. Poc després, fou atret a Segòvia pels partidaris d'Enric i fou capturat, però finalment, per decisió reial, no fou empresonat ni executat. No obstant això, l'arquebisbe lluny de penedir-se de les seves accions contra el seu protector, va donar total suport a la causa d'Alfons. El rei encara acudiria a Fonseca, més encara després de la mort de l'infant Alfons, quan l'arquebisbe decideix tornar a l'obediència d'Enric IV, esdevenint una de les persones present en el tractat dels Toros de Guisando (1468), on es declarà hereva a Isabel de Castella.

## Mort
Alonso de Fonseca va morir el 1473 a la vila de Coca, on fou enterrat. El seu testament llegà la seva gran biblioteca al monestir de San Ildefonso de Toro, on especificà condicions per a la seva ubicació i conservació.